# Turtle (onderzeeboot)

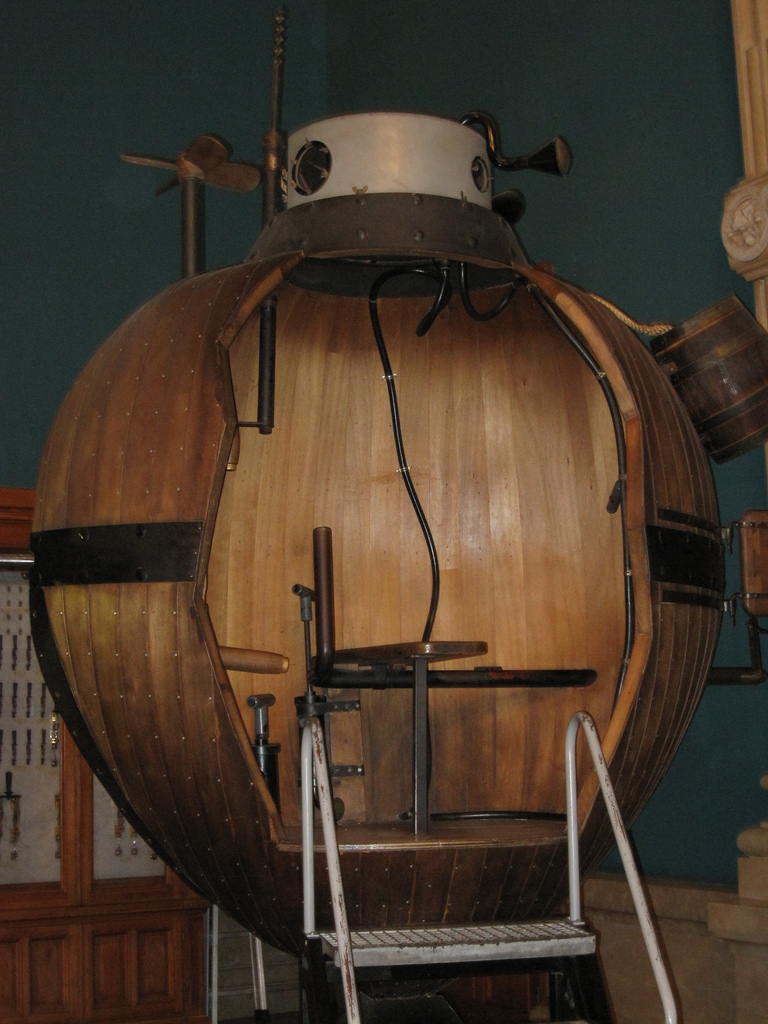
Een replica van de Turtle in het Oceanografisch museum van Monaco

De Turtle was een duikboot die werd uitgevonden in Connecticut in 1771 door David Bushnell en zijn broer Ezra. Hij was bedoeld om explosieven te bevestigen aan schepen die in een haven lagen.
De Turtle leek op een schildpad, vandaar de naam. Hij was 2,3 meter lang, 1,8 meter hoog en ongeveer 0,9 meter breed, en bestond uit twee houten schalen bedekt met teer. Hij werd afgezonken door water in de romp te laten lopen en steeg door het water er uit te pompen met behulp van een handpomp. De voortstuwing gebeurde met behulp van handaangedreven schroeven, de eerste keer dat deze aandrijving werd gebruikt voor scheepsvoortstuwing. De Turtle werd bemand door één persoon.
Hij was als wapen ontworpen en bedoeld om een gat in een scheepsromp te boren waarin een cilinder met springstof werd aangebracht die met een tijdsontsteking tot ontploffing werd gebracht. Ezra Bushnell deed veel testen in de Connecticut. Bushnell probeerde het probleem op te lossen van de verlichting in de duikboot omdat die de zuurstofvoorraad versneld verbruikte. Hij riep de hulp in van Benjamin Franklin die het gebruik van bioluminescente schimmels suggereerde om het kompas en de dieptemeter te verlichten.
Op 7 september 1776 viel de Turtle, bemand door vrijwilliger sergeant Ezra Lee, het Britse oorlogsschip HMS Eagle aan, dat voor anker lag bij Liberty Island, maar Lee was niet in staat om door de romp te boren. Toen hij een andere plek probeerde, verloor hij de Eagle uit het oog en uiteindelijk gaf hij de poging op. Er werden later nog twee pogingen gedaan om schepen tot zinken te brengen en beide aanvallen mislukten. In 1864 zou CSS Hunley de eerste succesvolle duikbootaanval uitvoeren.
Op 9 oktober 1776 vielen twee Britse fregatten een klein squadron aan van Amerikaanse schepen. De Britten brachten het schip met de Turtle aan boord tot zinken. De onderzeeboot werd opgevist maar heeft verder geen rol meer gespeeld.

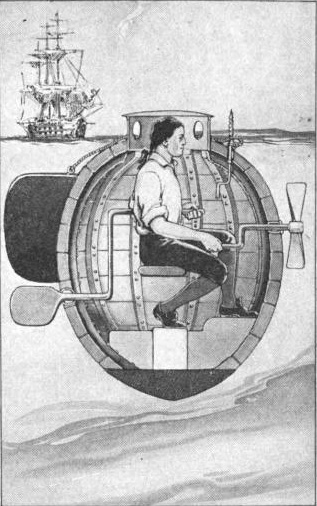
Opengewerkte tekening van de Turtle
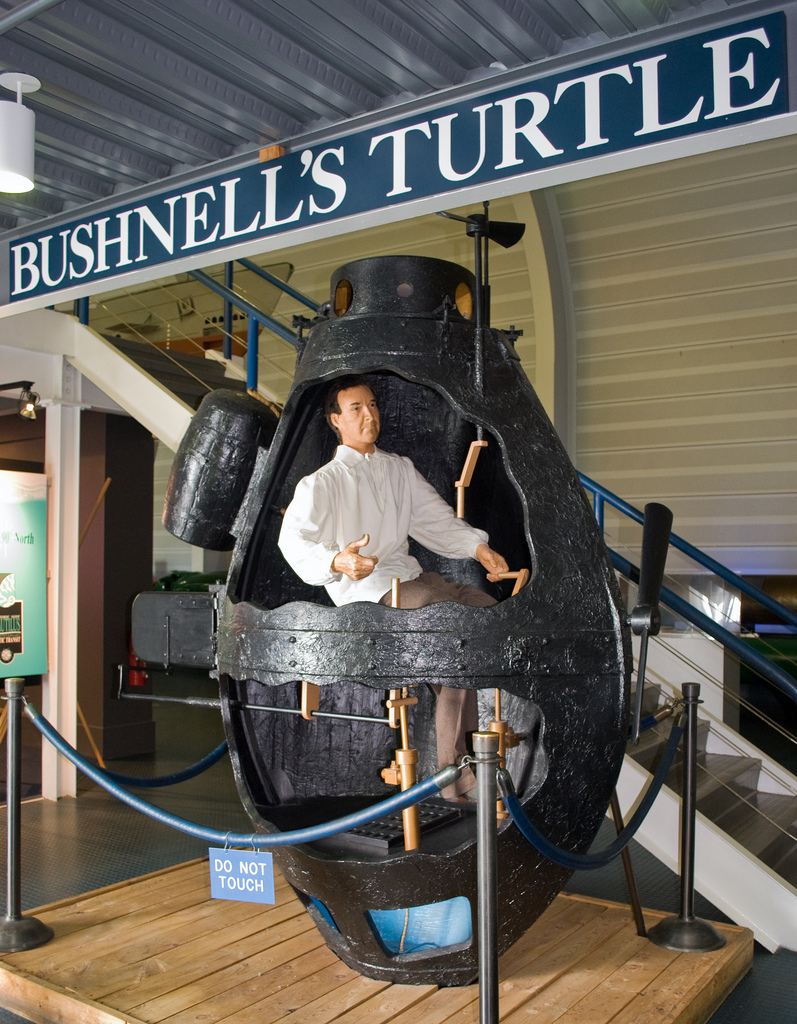
Model van de Turtle in U.S. Navy Submarine Force Museum and Library
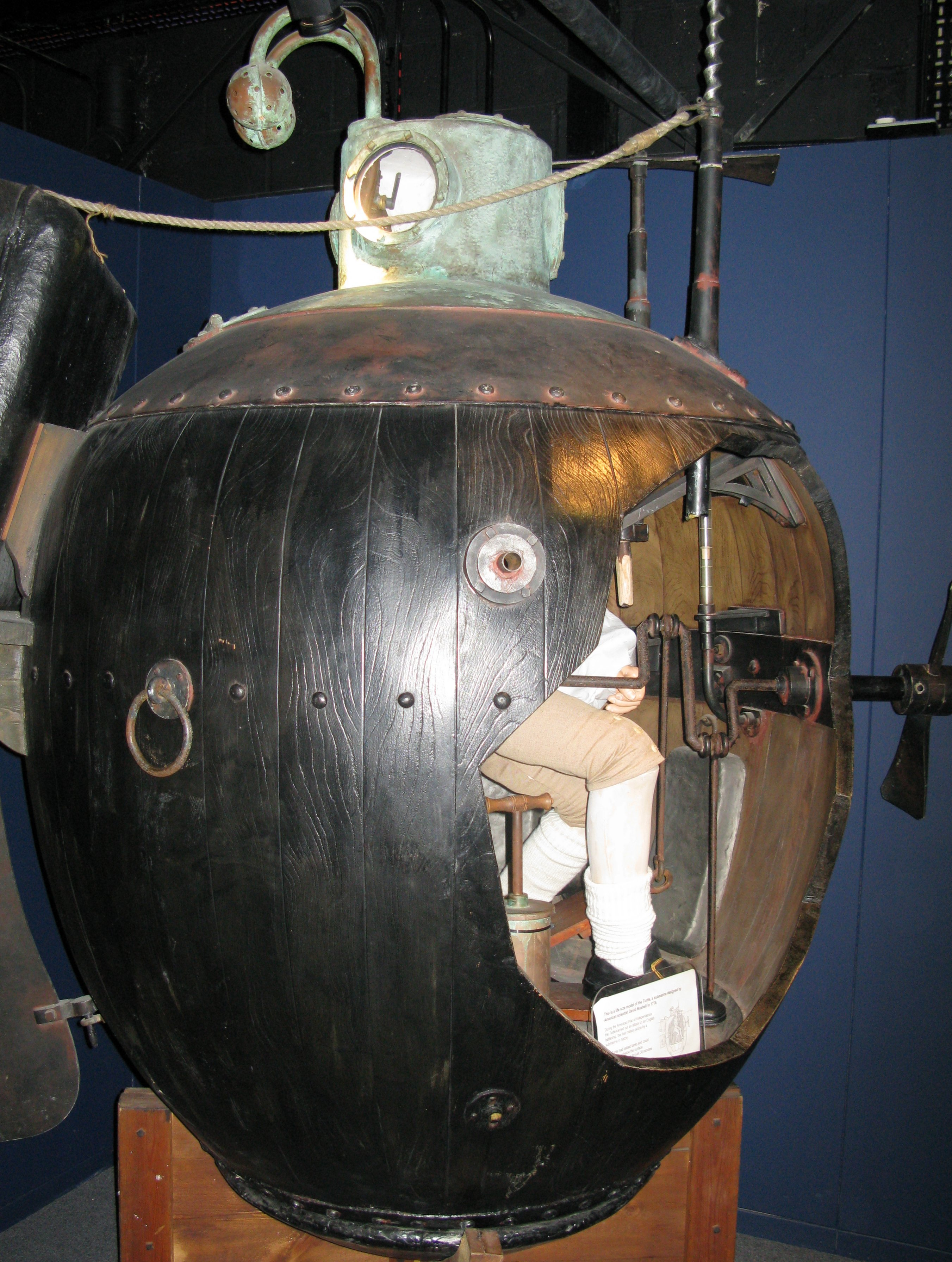
Idem in het Royal Navy Submarine Museum
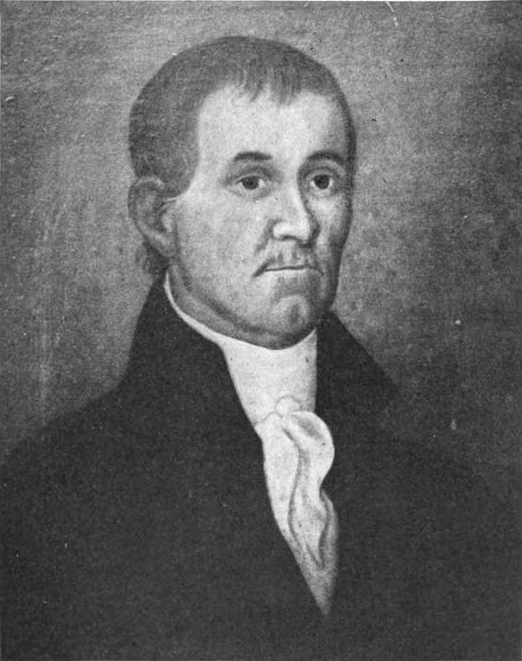
Sergeant Ezra Lee

## Naslagwerken
- (en)  Lincoln Diamant, Chaining the Hudson: The Fight for the River in the American Revolution, Fordham University Press, 2004, ISBN 9780823223398
- (en)  Mike Rindskopf, Steel Boats, Iron Men: History of the U.S. Submarine Force, Turner Publishing, 1997, ISBN 9781563110818